# Urbanice (kraj pardubicki)
Urbanice – wieś i gmina w Czechach, w powiecie Pardubice, w kraju pardubickim. 1 stycznia 2014 liczyła 72 mieszkańców.